# العلاقات البريطانية الباكستانية
العلاقات البريطانية الباكستانية هي العلاقات الثنائية التي تجمع بين المملكة المتحدة وباكستان.

## مقارنة بين البلدين
هذه مقارنة عامة ومرجعية للدولتين:
| وجه المقارنة                                              | المملكة المتحدة                 | باكستان                     |
| --------------------------------------------------------- | ------------------------------- | --------------------------- |
| المساحة (كم2)                                             | 242.50 ألف                      | 881.91 ألف                  |
| عدد السكان (نسمة)                                         | 66.02 مليون                     | 197.02 مليون                |
| الكثافة السكانية (ن./كم²)                                 | 272.25                          | 223.4                       |
| العاصمة                                                   | لندن                            | إسلام آباد                  |
| اللغة الرسمية                                             | لغة إنجليزية، اللغة الويلزية    | لغة إنجليزية، اللغة الأردية |
| العملة                                                    | جنيه إسترليني                   | روبية باكستانية             |
| الناتج المحلي الإجمالي (بليون دولار)                      | 2.62 تريليون                    | 304.95 مليار                |
| الناتج المحلي الإجمالي (تعادل القوة الشرائية) بليون دولار | 2.72 تريليون                    | 946.67 مليار                |
| الناتج المحلي الإجمالي الاسمي للفرد دولار أمريكي          | 43.88 ألف                       | 1.43 ألف                    |
| الناتج المحلي الإجمالي للفرد دولار أمريكي                 | 40.23 ألف                       | 4.81 ألف                    |
| مؤشر التنمية البشرية                                      | 0.907                           | 0.538                       |
| رمز المكالمات الدولي                                      | +44                             | +92                         |
| رمز الإنترنت                                              | .uk، .gb                        | .pk                         |
| المنطقة الزمنية                                           | توقيت غرينيتش، توقيت غرب أوروبا | ت ع م+05:00                 |

## مدن متوأمة
في ما يلي قائمة باتفاقيات التوأمة بين مدن بريطانية وباكستانية:
- ترتبط لندن مع كراتشي باتفاقية توأمة منذ 2015.[16][16][17][17]
- ترتبط مانشستر مع فيصل آباد باتفاقية توأمة منذ 1983.
- ترتبط برادفورد مع Mirpur District [الإنجليزية]‏ باتفاقية توأمة.
- ترتبط غلاسكو مع لاهور باتفاقية توأمة منذ 1985.
- ترتبط والسال مع ميربور باتفاقية توأمة.
- ترتبط شفيلد مع Kotli [الإنجليزية]‏ باتفاقية توأمة منذ 1950.

## منظمات دولية مشتركة
يشترك البلدان في عضوية مجموعة من المنظمات الدولية، منها:
| علم المنظمة | اسم المنظمة                               | تاريخ انضمام المملكة المتحدة | تاريخ انضمام باكستان |
| ----------- | ----------------------------------------- | ---------------------------- | -------------------- |
|             | بنك التنمية الآسيوي                       | 1966                         | 1966                 |
|             | وكالة ضمان الاستثمار متعدد الأطراف        | 12 أبريل 1988                | 12 أبريل 1988        |
|             | الأمم المتحدة                             | 24 أكتوبر 1945               | 30 سبتمبر 1947       |
|             | دول الكومنولث                             | 11 ديسمبر 1931               | ?                    |
|             | الفريق المعني برصد الأرض                  | ?                            | ?                    |
|             | منظمة حظر الأسلحة الكيميائية              | ?                            | ?                    |
|             | سياتو                                     | ?                            | ?                    |
|             | منظمة التجارة العالمية                    | 1995                         | ?                    |
|             | منظمة الشرطة الجنائية الدولية             | ?                            | ?                    |
|             | يونسكو                                    | 4 نوفمبر 1946                | 14 سبتمبر 1949       |
|             | الاتحاد البريدي العالمي                   | ?                            | ?                    |
|             | البنك الدولي للإنشاء والتعمير             | 27 ديسمبر 1945               | 11 يوليو 1950        |
|             | المنظمة الهيدروغرافية الدولية             | ?                            | ?                    |
|             | الاتحاد الدولي للاتصالات                  | 24 فبراير 1871               | 26 أغسطس 1947        |
|             | مؤسسة التمويل الدولية                     | 20 يوليو 1956                | 20 يوليو 1956        |
|             | المركز الدولي لتسوية المنازعات الاستشارية | 18 يناير 1967                | 15 أكتوبر 1966       |

## وصلات خارجية
- موقع وزارة الخارجية البريطانية
- موقع وزارة الخارجية الباكستانية